# Petrosia strongylata
Petrosia strongylata är en svampdjursart som först beskrevs av Thiele 1903.  Petrosia strongylata ingår i släktet Petrosia och familjen Petrosiidae. Inga underarter finns listade i Catalogue of Life.